# Edmund Grześkowiak
Edmund Wacław Grześkowiak (ur. 28 marca 1952 roku w Poznaniu) – polski farmaceuta, profesor nauk farmaceutycznych, kierownik Katedry i Zakładu Farmacji Klinicznej i Biofarmacji Wydziału Farmaceutycznego Uniwersytetu Medycznego im. Karola Marcinkowskiego w Poznaniu.

## Życiorys
W 1977 ukończył studia na Wydziale Farmaceutycznym Akademii Medycznej w Poznaniu, uzyskując tytuł magistra farmacji na podstawie pracy Badania toksyczności masy asfaltowej MAK. Praca magisterska została w 1978 wyróżniona na VII Ogólnopolskim Konkursie Prac Dyplomowych z Ochrony Pracy. Od 1977 roku pracował na stanowisku asystenta stażysty w Katedrze i Zakładzie Chemii Fizycznej AM w Poznaniu.
30 kwietnia 1984 obronił pracę doktorską Kinetyka i mechanizm reakcji hydrolizy 1-(2-tetrahydrofurylo)-5-fluorouracylu, 24 marca 1999 habilitował się na podstawie pracy zatytułowanej Ocena biofarmaceutyczna wybranych postaci leków ocznych. 23 lutego 2011 uzyskał tytuł profesora nauk farmaceutycznych. Został zatrudniony na stanowisku dziekana na Wydziale Farmaceutycznym Uniwersytetu Medycznego im. Karola Marcinkowskiego w Poznaniu.
Był członkiem Komitetu Terapii i Nauk o Leku PAN oraz członkiem prezydium Polskiego Towarzystwa Farmaceutycznego.
Awansował na stanowisko profesora i kierownika w Katedrze i Zakładzie Farmacji Klinicznej i Biofarmacji na Wydziale Farmaceutycznym Uniwersytetu Medycznego im. Karola Marcinkowskiego w Poznaniu.
Jest prorektorem Uniwersytetu Medycznego im. Karola Marcinkowskiego, wiceprezesem Polskiego Towarzystwa Farmaceutycznego, członkiem Komisji Nauk Medycznych Polskiej Akademii Nauk i członkiem zarządu Polskiego Towarzystwa Farmakologii Klinicznej i Terapii. 
W 2019 został odznaczony przez prezydenta Andrzeja Dudę Krzyżem Kawalerskim Orderu Odrodzenia Polski.
W 2023 na wniosek prezesa Agencji Badań Medycznych Radosława Sierpińskiego został powołany w skład Naczelnej Komisji Bioetycznej przez ministra zdrowia Adama Niedzielskiego.